# Saint Brendan
Pour les articles homonymes, voir Brendan.
Saint Brendan, Brendan de Clonfert  ou Bréanainn de Clonfert, né vers 484 à Ciarraight Luachra ou Kerry-Luachra (aujourd'hui près du port de Fenit), province d'Altraich-Cuile du royaume de Munster (dans l'actuel comté de Kerry, en Irlande), et mort en 578 à Eanach Dhúin ou Annaghdown/Annadown), surnommé le Navigateur ou le Chief Prophet of Ireland, est un de ces saints moines du christianisme irlandais dont la légende a occulté l'histoire.

## Sources
Les données biographiques sur la vie de Brendan ne reposent que sur deux sources hagiographiques, mêlées de récits surnaturels : la Vie de Brendan qui nous a été transmise par plusieurs versions, latines et irlandaises (Vita Brendani / Betha Brenainn) ainsi que le fameux Voyage du saint abbé Brendan (Navigatio sancti Brendani abbatis), véritable livre à succès médiéval, qui a été traduit et adapté dans de très nombreuses langues vernaculaires. Ses dates approximatives, ainsi que quelques faits, sont toutefois confirmés par les annales et généalogies irlandaises. Si la Vita et la Navigatio ne sont pas vraiment fiables, du moins portent-elles témoignage de la vénération dont l'abbé fut l'objet dans les siècles qui suivirent son sacerdoce. Au plan philologique, il se pose aussi le problème des influences mutuelles entre les traditions que représentent ces deux sources.
Ainsi, la naissance de la tradition de la Vita est mal datée. Quoique les copies manuscrites dont nous disposons ne soient pas antérieures à la fin du XIIe siècle, les chercheurs estiment que l’archétype a dû être composé avant l’an mil, mais que la Navigatio lui est antérieure d’environ deux siècles, et remonte sans doute à la seconde moitié du VIIIe siècle. C’est pourquoi, pour rétablir la trame des faits de la biographie de Brendan, ou pour comprendre la nature de la légende qui entoure sa vie, il vaut mieux s'en remettre aux annales et généalogies contemporaines de l’abbé, ou comparer entre elles les versions successives de la Vita Brendani.
Il existe plus de cent manuscrits du Voyage de Saint Brendan disséminés à travers les grandes bibliothèques d’Europe, et encore plus de traductions. La plus ancienne version complète de ce texte apparaît vers l'an 900. Ce récit édifiant décrit aussi bien des phénomènes naturels que des apparitions fantastiques ou des pays merveilleux, dont l’évocation devait charmer les fidèles. Il y a de nombreux parallèles  et plusieurs références croisées entre le Voyage de Saint Brendan et le Voyage de Bran ou Le Voyage de Máel Dúin.
L’un des plus vieux manuscrits rapportant cette légende, De Reis van Sinte Brandaen, est écrit en vieux-néerlandais et date du XIIe siècle. Les philologues estiment qu’il s'agit de la compilation d’une source en moyen haut-allemand aujourd’hui perdue, avec des légendes irlandaises, que l’on devine au mélange d’éléments chrétiens et féeriques. La version anglaise : Life of Saint Brandan, n’est qu’une traduction tardive de cette version néerlandaise.

## Hagiographie

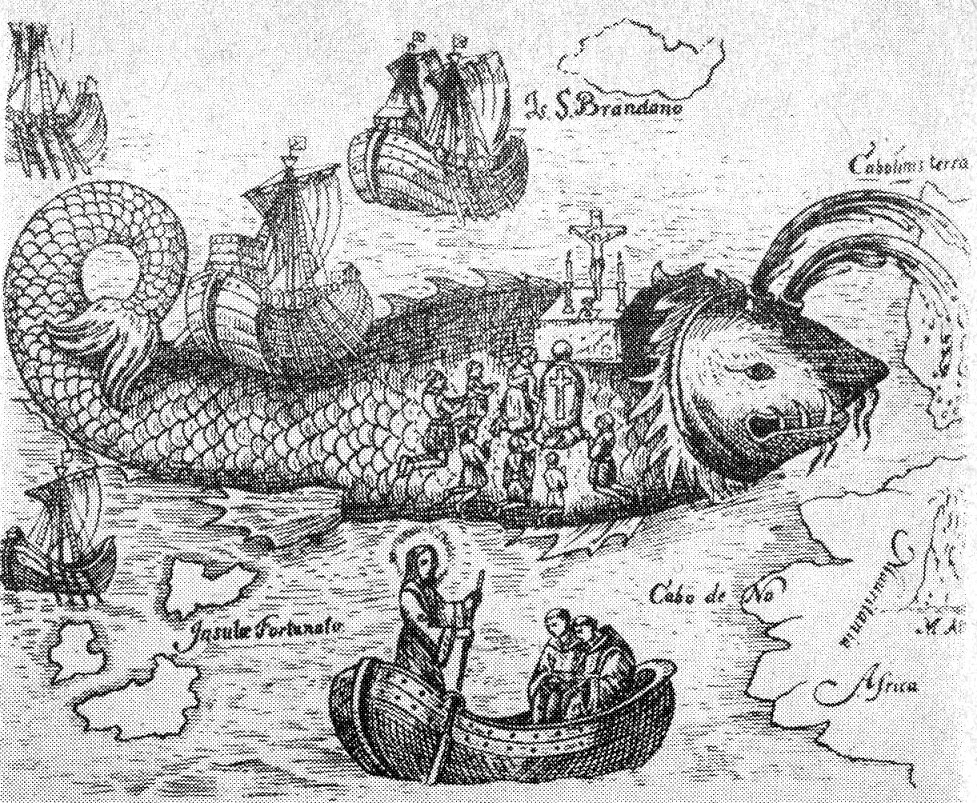
Scène de la Navigatio Sancti Brendani dans laquelle saint Brendan célèbre une messe sur une île qui se révèle être le corps d'un monstre marin.

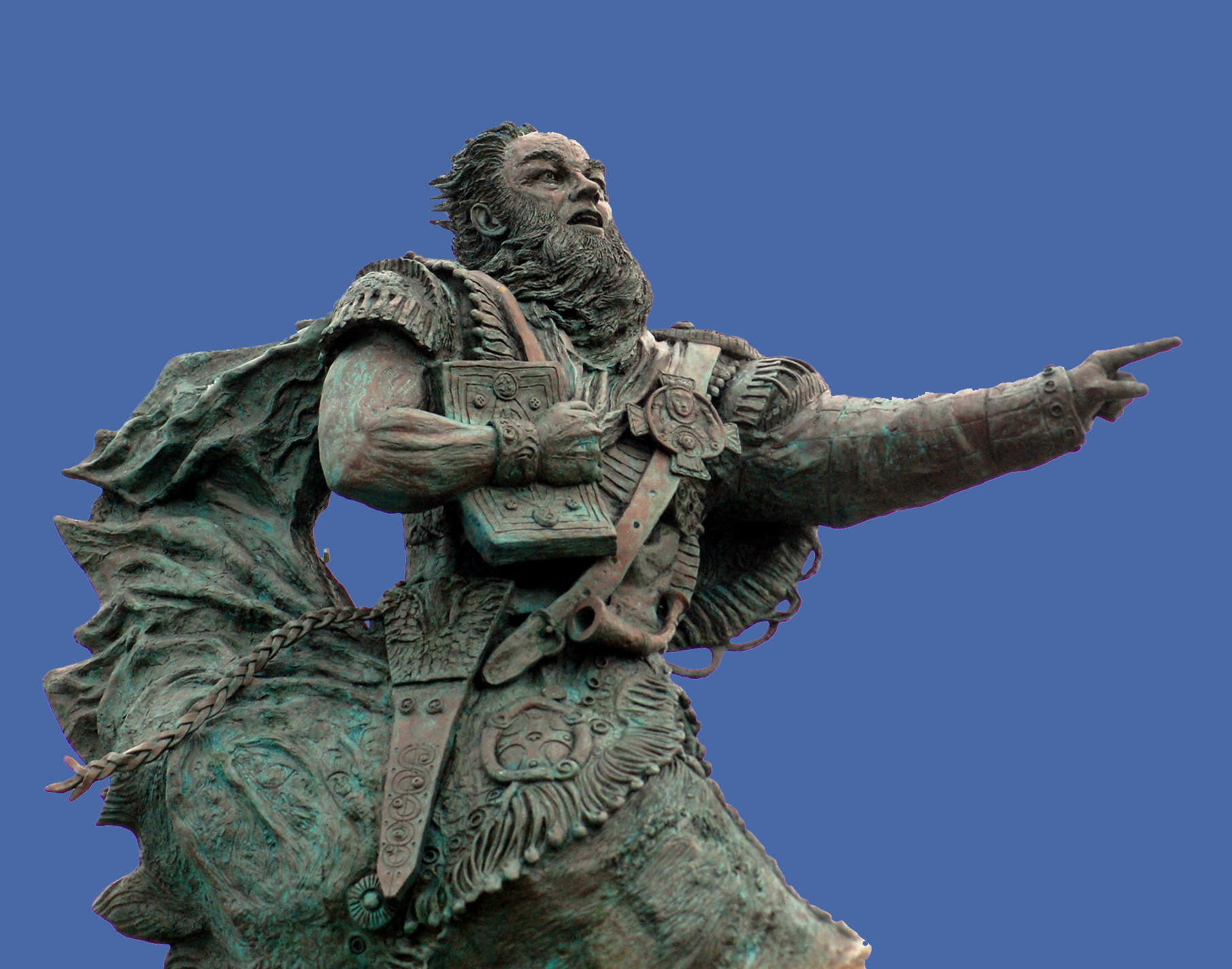
Statue moderne sur l'île Great Samphire reliée au port de Fenit, Irlande.

Sa vita le fait naître vers 486 près de Tralee, dans le comté de Kerry au sud-ouest de l'Irlande. La Navigatio indique qu'il appartient au clan irlandais des Alltraige, sur le territoire de Corca Dhuibhne dans le royaume de Munster. Il est le quatrième enfant de Finnlug (« roi de Munster » selon des sources plus tardives) et de Cara. Baptisé par l'évêque de Kerry Erec, Brendan est contemporain de saint Benoît. Il a 11 ans quand saint Patrick, l'évangélisateur de l'Irlande, meurt. Il est confié à l'âge de un an à Ita de Killeedy (en) et reste chez elle pendant cinq ans.
Brendan (aussi orthographié Brandan, Brendaine, Bridoine, Brévalaire...) se prépare à la vie monastique sous la tutelle d'Erec, auprès de clercs qui lui enseignent le latin, le grec, la littérature, les mathématiques, l'astronomie et la médecine.
Des traditions tardives le font voyager (notamment en Écosse où il visite Colomba à Iona et en Armorique où il aurait été accompagné par son neveu Malo) et fonder plusieurs monastères (Clonfert vers 557, Ardfert, établissements sur les îles près d'Iona).
Dans la tradition celte de l'immram, il part pour une quête de sept ans à la recherche du jardin d'Éden. Il s'aventure sur l'océan Atlantique avec une petite embarcation (probablement un currach) et plusieurs moines, probablement vers l'an 530. Il revient en Irlande en affirmant avoir découvert une île (par la suite nommée Île de Saint-Brendan) qu'il assimile au Paradis ; le récit rapidement propagé de ses aventures attire de nombreux pèlerins à Ardfert, le village d'où il avait pris son départ.
D'après le récit médiéval, Navigatio Sancti Brendani abbatis, saint Brendan aurait effectué deux longs voyages en mer, sur des navires de type ponto. Le premier vers 530 l'aurait conduit vers les îles Fortunées (îles Canaries) ; le second voyage, plus tardif, vers 544-545, l'aurait conduit, selon la saga irlandaise, vers l'archipel des Açores et peut-être même les Antilles qu'il aurait comparées au Paradis.
Dans son ouvrage Les Croisières du Pourquoi pas ? à travers la mer du Groenland, le commandant Charcot se réfère à ce manuscrit du IXe siècle : la Pérégrination de Saint Brandan, lorsqu’il évoque les aventures fantastiques du moine Brennain Mac Filonga dans l’île Jan Mayen, située en plein océan Arctique, à 780 kilomètres au nord-est de l’Islande. Il fonda en Irlande, nous précise l’auteur, l’abbaye de Cluainfert (ou Clonfert) où il mourut en 578, et devint Saint Brandan (ou Brendan).
Selon la tradition, saint Brendan a écrit des règles monastiques sous la dictée des anges. Il voyage dans les îles Britanniques et en Bretagne pendant près de vingt-cinq ans. À l'estuaire de la Rance, il fonde un couvent à Aleth (à côté de Saint-Malo).
En 561, il retourne en Irlande où il fonde le monastère de Clonfert dans le comté de Galway.
Il meurt entre 574 et 578 auprès de sa sœur cadette, abbesse fondatrice d'Enach Dvin.
Il est d'abord condamné puis est canonisé par l'Église. Plusieurs martyrologes fixent sa fête au 16 mai, jour de sa mort.

## Interprétations du récit
Le récit de son voyage se rattache à une tradition irlandaise de voyages initiatiques contenant des passages obligés (les imrama, dont Immram Brain maic Febail — Bran Mac Febail — est le plus connu), dans laquelle la quête mythologique païenne du Tír na nÓg, de l'Énéide et de l'Odyssée se transforme en quête religieuse du paradis terrestre (pérégrinations nautiques à la recherche de la Terre Promise des Saints). Il a été interprété comme un récit symbolique se rapportant à la liturgie pascale (les voyages de saint Malo sont essentiellement identiques), mais de nombreux détails sont la preuve qu'il a été au moins écrit par quelqu'un ayant pratiqué la navigation en haute mer sur un petit bateau médiéval.
En 1976, l'Irlandais Tim Severin construit une barque en peaux de bêtes tendues et en atteignant Terre-Neuve par les îles Féroé et l'Islande, prouve que le voyage de Brendan jusqu'en Amérique était techniquement possible. Des spécialistes de littérature médiévale et de géographie historique s'accordent cependant à ne pas voir dans la navigation la retranscription exacte d'un authentique voyage et considèrent qu'il n'y a pas de preuves que Brendan ait pu dépasser l'Islande,.
Six éléments ont pu laisser penser le contraire et que saint Brendan aurait atteint des îles tropicales :
- une description de noix de coco ;
- une description de feuilles de palme, mais les palmiers étaient connus en Afrique du Nord ;
- des descriptions de fruits exotiques, mais ces descriptions peuvent tout aussi bien s'interpréter comme des hyperboles ;
- la mention de la chasse et de la consommation de tortues ;
- la mention d'un courant marin ressemblant à un fleuve vert dans la mer, mais ce pourrait être une exagération de n'importe quel courant qui n'est pas le Gulf Stream ;
- la durée du séjour de deux ans de Brendan dans l'île, ce qui est un indice de distance et de difficulté à préparer le retour, comme ce fut le cas pour Christophe Colomb.

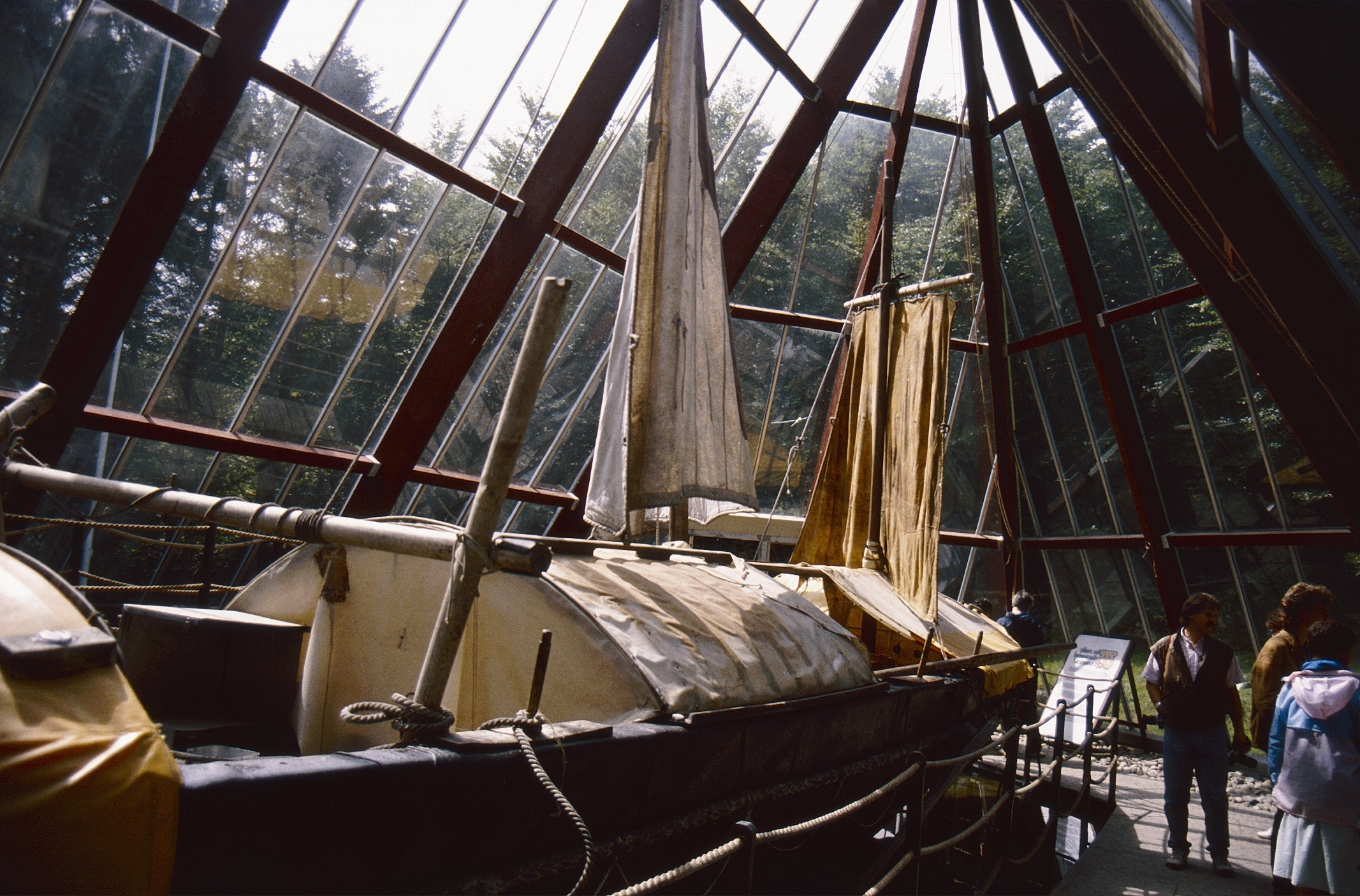
Réplique de currach de l'abbé saint Brendan, construite par Tim Severin en 1976[Note 2].
Dessin reproduisant un panneau du pilier de Kilnaruane (en), qui montre le curragh de Saint Brendan aménagé avec des bancs pour recevoir quatre rameurs[Note 3].

## Le sarcophage de saint Brendan et la toponymie faisant référence à ce saint en Bretagne

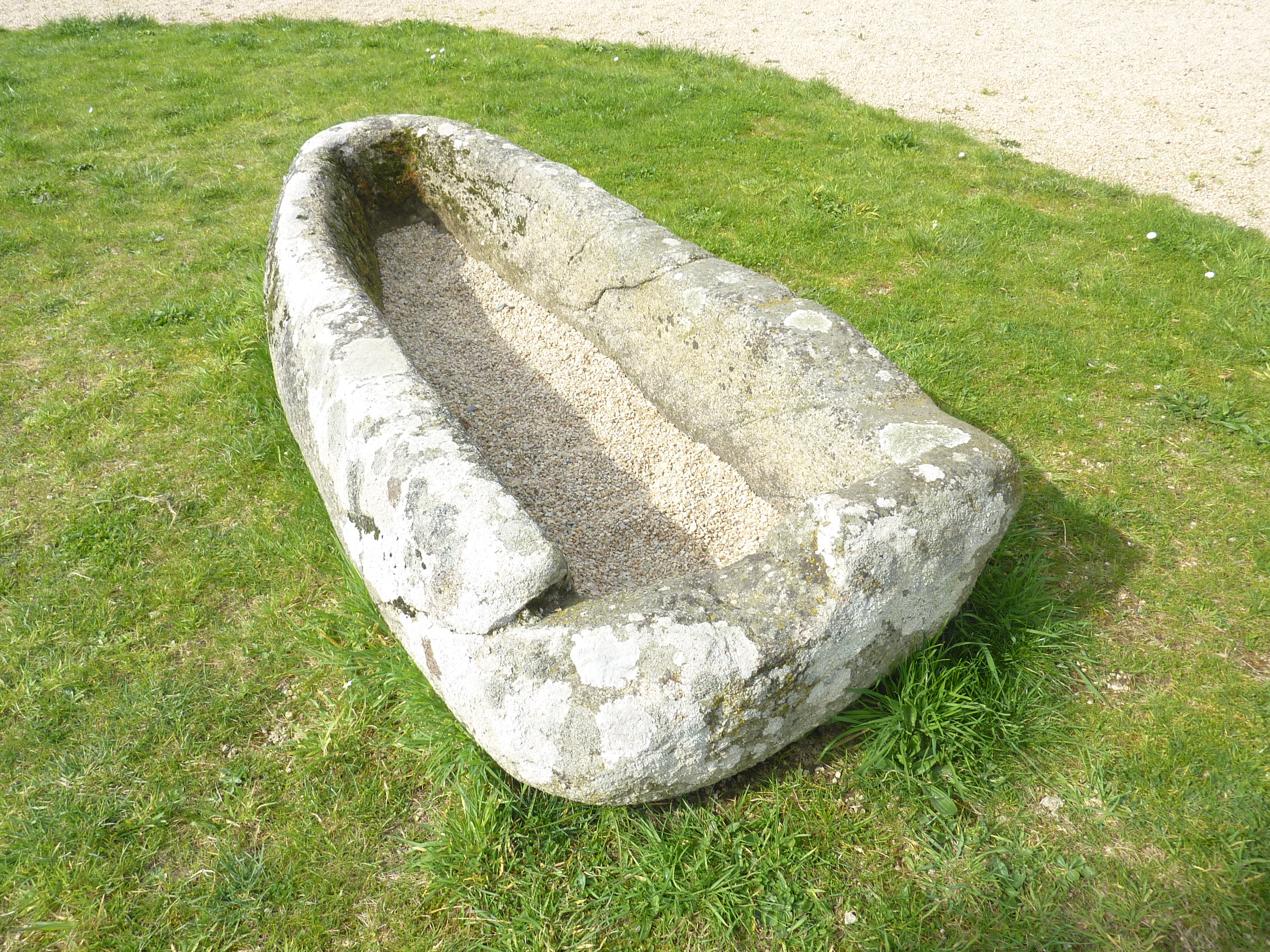
Trégrom : le « sarcophage de saint Brandan ».

La commune de Trégrom (Côtes-d'Armor) possède un « sarcophage de Saint-Brandan » : ce sarcophage monolithique, qui date de l'époque carolingienne ou romane, est peut-être un « reposoir » (sépulture temporaire servant pendant les cérémonies funéraires), mais y passe traditionnellement pour être le tombeau de saint Brandan, voire l'embarcation (vaisseau de pierre) de ce moine irlandais lorsqu'il vint évangéliser la Bretagne ; il est toujours visible dans l'enclos paroissial.
- Le nom de la commune finistérienne de Loc-Brévalaire provient aussi du nom de « Brendan de Clonfert ».
- L'église paroissiale de Kerlouan est consacrée à saint Brévalaire, qui serait toutefois un autre saint, d'origine galloise (connu au Pays de Galles sous le nom de saint Branwallader (en) et de saint Breladre à Jersey) et disciple de saint Sezny[18]. Le nom de la commune de Saint-Broladre (Ille-et-Vilaine) aurait la même origine.
- la commune de Saint-Brandan, dans les Côtes-d'Armor

## Saint Brendan dans la culture
Saint Brendan est mentionné dans le recueil de poésie La Terre tressée, de Claude Le Bouthillier.
Le manuscrit originel (La Navigatio sancti Brendani) est la matrice d'un long poème de Gérard Cartier, en forme de jeu de l'oie : L'ultime Thulé (Flammarion, 2018).
L'arrivée de Saint Brendan en Amérique est l'un des sujets de l'intrigue de la bande dessinée Les Cartes perdues de Christophe Colomb de Keno Don Rosa (1998).